# Орієнтир
Орієнти́р — характерний, добре видимий на місцевості нерухомий предмет (природний або штучний), елемент рельєфу тощо, за допомогою якого легше орієнтуватися на місцевості.

## Військова справа
За допомогою орієнтирів визначаються сектори спостереження та ведення вогню, здійснюється цілевказання, рух у заданому напрямку, ставляться бойові задачі на місцевості, визначається напрям при маневруванні та управлінні військами або організації стрільби і знаходження цілей. Зазвичай орієнтири наносяться на топографічні та спеціальні карти з точно визначеними географічними координатами. Орієнтири в бою вказуються старшим командиром та нумеруються справа наліво та по рубежах місцевості від себе в бік противника. За необхідності молодшими командирами можуть призначатися додаткові орієнтири.
Для зручності запам'ятовування орієнтирам привласнюється порядковий номер та умовне найменування, яке стисло окреслює його характерні ознаки, наприклад «Орієнтир перший — зламане дерево», «орієнтир другий — височина з деревом на вершині» і тому подібне.